# خانه حاجی بالا
خانه حاجی بالا مربوط به دوره قاجار است و در شهرستان گناباد، بخش مرکزی، روستای عمرانی واقع شده و این اثر در تاریخ ۲۲ مرداد ۱۳۸۴ با شمارهٔ ثبت ۱۳۱۷۲ به‌عنوان یکی از آثار ملی ایران به ثبت رسیده است.